# Olympiakos Syndesmos Filathlōn Peiraiōs
L'Olympiakos Syndesmos Filathlōn Peiraiōs (in greco Ποδοσφαιρική Ανώνυμη Εταιρεία Ολυμπιακός Σύνδεσμος Φιλάθλων Πειραιώς?, IPA: [olimbiaˈkos]), noto semplicemente come Olympiakos Pireo od Olympiakos, è una società polisportiva greca con sede nel comune del Pireo, conurbato nell'area metropolitana di Atene.
La polisportiva, nata il 10 marzo 1925, trae il proprio nome dai giochi olimpici antichi e il proprio stemma dal vincitore coronato d'alloro; questi simboli rappresentano la moralità, l'onore, la competizione, la sportività e la lealtà racchiusi nell'ideale olimpico dell'Antica Grecia.
La squadra di calcio è la più titolata a livello nazionale, avendo vinto 48 campionati, 29 coppe e 4 supercoppe, per un totale di 81 trofei nazionali; ha sempre militato nella prima divisione ed è quindi una delle tre a non essere mai retrocesse in seconda divisione insieme a Panathīnaïkos e PAOK. Detiene il primato di campionati greci vinti consecutivamente, sette, dal 1996-1997 al 2002-2003 e dal 2010-2011 al 2016-2017, dopo i cinque consecutivi vinti dal 1953-1954 al 1958-1959, quando il club fu soprannominato Thrylos (Θρύλος, "la leggenda"). Nel 2012-2013, con la vittoria del quarantesimo campionato, la società è stata insignita della quarta stella, diventando la prima squadra ellenica a raggiungere tale traguardo; nel 2014-2015, a seguito della vittoria del quinto campionato consecutivo, il club è divenuto l'unico club al mondo ad aver vinto una serie di cinque o più campionati consecutivi per cinque volte, primato sottolineato dalla FIFA in una lettera di congratulazioni recapitata al club direttamente dal presidente Joseph Blatter. In ambito nazionale il club vanta altri due record: primo club ad aver vinto cinque Coppe di Grecia consecutive (dal 1956-1957 al 1960-1961) e unico club ad aver vinto sei campionati greci da imbattuto (1937, 1938, 1948, 1951, 1954-1955). In campo continentale ha vinto una UEFA Europa Conference League (2023-2024), primo club greco ad aggiudicarsi una competizione confederale. Nella stessa stagione ha vinto anche la Youth League con la propria squadra giovanile.
Disputa le partite casalinghe allo stadio Geōrgios Karaiskakīs, impianto da oltre trentamila posti a sedere; i colori sociali sono il rosso e il bianco, dai quali deriva il soprannome Erithrolefki ("rossobianchi"). I sostenitori del club sono i più numerosi di tutta la Grecia, circa cinque milioni di unità considerando anche le comunità elleniche sparse nel resto del mondo; la tifoseria biancorossa vive una forte rivalità con il Panathīnaïkos, compagine con sede nel centro di Atene, contrapposizione che anima il cosiddetto derby degli eterni nemici.

## Storia

### Gli esordi (1925-1930)

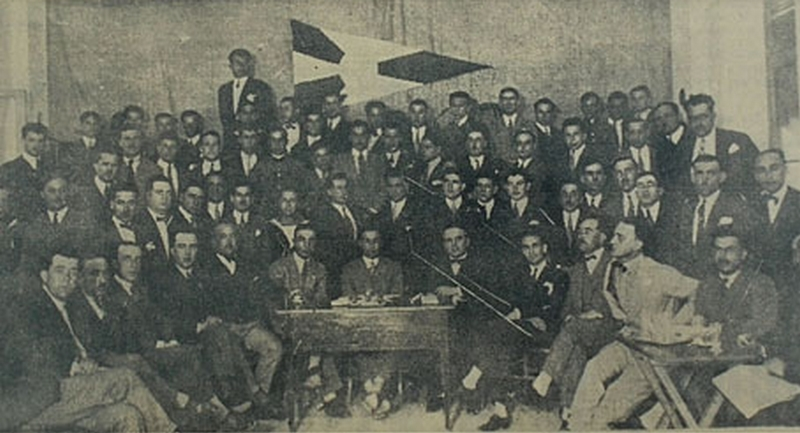
I fondatori dell'Olympiakos (1925)

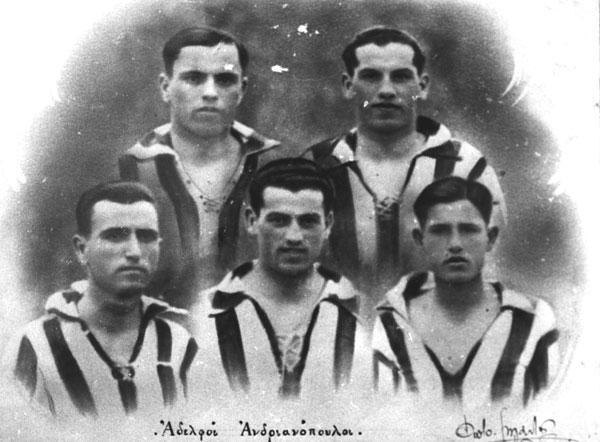
I fratelli Andrianopoulos. Da sinistra: Yiannis, Dinos, Giorgos, Vassilis e Leonidas Andrianopoulos

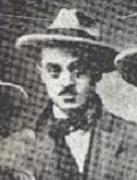
Notis Kamperos propose il nome e l'emblema del club

L'Olympiakos fu fondato il 10 marzo 1925 al Pireo. Lo scopo iniziale del club, come specificato nello statuto, era lo sviluppo e la pratica sistematica di competizioni atletiche, la diffusione dell'ideale atletico dei Giochi olimpici antichi e la promozione della socialità e dell'etica sportiva tra i giovani secondo principi egualitari di moralità e cura della salute. I membri del Piraikos Podosfairikos Omilos FC (Club sportivo e calcistico del Pireo) e del Piraeus Fans Club FC decisero, durante una storica assemblea, di sciogliere i due club e di farli confluire in un unico sodalizio, che propugnasse questa visione dello sport in seno alla comunità. Notis Kamperos, ufficiale superiore della marina militare greca, propose il nome Olympiakos e come emblema scelto l'effigie di un giovane con una corona di ulivo sulla testa, secondo l'usanza di premiazione per i vincitori delle Olimpiadi nell'antichità. Michalis Manouskos, noto industriale del Pireo, propose il nome per esteso di Olympiakos Syndesmos Filathlon Pireos. Oltre a Kamperos e Manouskos, tra i membri fondatori più preminenti figuravano Stavros Maragoudakis, direttore dell'ufficio postale; Nikos Andronikos, mercante; Dimitrios Sklias, ufficiale dell'esercito greco; Nikolaos Zacharias, avvocato; Athanasios Mermigas, notaio; Kostas Klidouchakis, che divenne il primo portiere della squadra di calcio; Ioannis Kekkes, agente di borsa; infine, su tutti, la famiglia Andrianopoulos, ben nota famiglia di mercanti del Pireo, che giocò un ruolo fondamentale nella fondazione dell'Olympiakos. I cinque fratelli Yiannis, Dinos, Giorgos, Vassilis e Leonidas Andrianopoulos diedero lustro al club, consolidandone la reputazione. Yiannis, Dinos, Giorgos e Vassilis furono i primi a giocare con la squadra, mentre Leonidas, il più giovane dei cinque, fece il suo debutto più tardi e militò per otto anni nel club (1927-1935). I cinque fratelli formarono una linea d'attacco entrata nella storia: ben presto l'Olympiakos divenne immensamente popolare e molto tifato in Grecia. All'epoca la loro base di tifosi consisteva sostanzialmente di gente della classe operaia, che si recava presso il Velodromo Neo Phaliron, l'impianto che ospitava le partite interne del club prima dello Stadio Geōrgios Karaiskakīs. La squadra si laureò campione del Pireo nel 1925 e nel 1926.

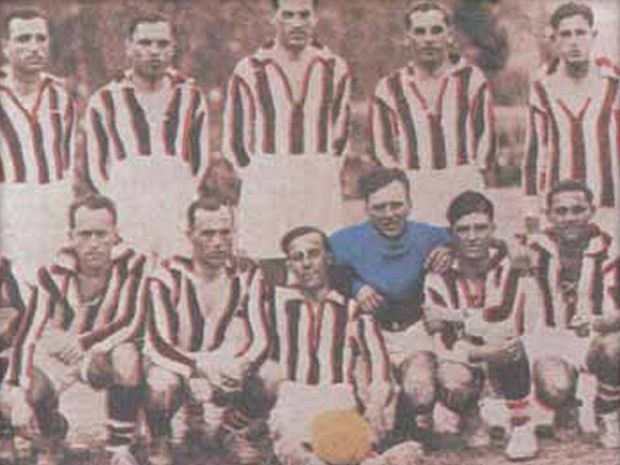
Formazione dell'Olympiakos nel 1928

Nel 1926 fu fondata la federcalcio ellenica, che organizzò il campionato panellenico nel 1927-1928. Fu il primo campionato nazionale e vi parteciparono squadre del campionato ateniese, del campionato del Pireo e del campionato macedone (Salonicco). La formula prevedeva dei play-off; il primo vincitore fu l'Arīs Salonicco. Il campionato panellenico fu organizzato in questo modo fino al 1958-1959.
Nel 1928-1929, a causa di dissidi tra l'Olympiakos e la federcalcio ellenica, il club del Pireo decise di non prendere parte al campionato greco. Lo seguirono il Panathīnaïkos e l'AEK Atene, che tra di loro e con l'Olympiakos nel corso di quell'anno giocarono amichevoli e si riunirono nel P.O.K..
Frattanto il club continuava a dominare il campionato del Pireo, vinto nel 1926-27, 1928-29, 1929-30 e 1930-31. Grazie a questi successi la squadra si ritagliò un ruolo importante nel panorama calcistico greco, divenuto egemone quando riuscì a restare imbattuta contro tutte le squadre greche per tre anni di fila (dal 14 marzo 1926 al 3 marzo 1929), facendo registrare 30 vittorie e solo 6 pareggi in 36 partite. La stampa greca rimase entusiasta per le prestazioni della squadra, che fu soprannominata Thrylos ("Leggenda") per la prima volta nella storia. Nel 1930-1931 il quarto campionato panellenico vide la prima vittoria dell'Olympiakos, successo che marcò l'inizio di un'epoca d'oro per il club del Pireo. L'Olympiakos si aggiudicò il torneo con grande autorevolezza, mettendo a registro 11 vittorie, 2 pareggi e una sola sconfitta. In casa furono 7 su 7 le vittorie, sei delle quali per 3-1, contro Panathinaikos, AEK Atene, Aris Salonicco, Īraklīs e PAOK, e una per 4-1, contro l'Ethnikos Achnas. Oltre ai già citati fratelli Andrianopoulos e a Kostas Klidouchakis, militarono nel club nel primo periodo d'oro (1925-1931) Achilleas Grammatikopoulos, Lakis Lekkos, Philippos Kourantis, Nikos Panopoulos, Charalambos Pezonis e Kostas Terezakis.

### Vittorie in patria (1930-1945)

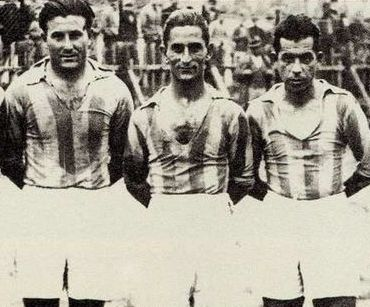
Il trio d'attacco dell'Olympiakos degli anni '30. Da sinistra: Christoforos Raggos, Giannis Vazos, Theologos Symeonidis.

Dagli anni '30 il campionato panellenico conobbe una popolarità sempre maggiore in Grecia. Nell'ottobre 1931 Giorgos e Yiannis Andrianopoulos, emblematici calciatori e membri fondatori dell'Olympiakos, si ritirarono dall'attività agonistica. Furono sostituiti da nuove figure di rilievo, Giannis Vazos, Christoforos Raggos, Theologos Symeonidis, Michalis Anamateros, Spyros Depountis, Aris Chrysafopoulos, Nikos Grigoratos, Panagis Korsianos, oltre ai fratelli Giannis e Vangelis Chelmis. Il club vinse cinque campionati in nove stagioni (1932-33, 1933-34, 1935-36, 1936-37, 1937-38). Nel 1940 aveva già vinto sei dei primi undici campionati panellenici disputati. Il formidabile trio d'attacco composto da Giannis Vazos, Christoforos Raggos e Theologos Symeonidis fu autore di numerosi gol ed entrò nelle grazie dei tifosi. Giannis Vazos militò nell'Olympiakos per 18 anni (1931-1949), riuscendo a mettere a segno 450 gol in 364 partite (179 gol in 156 partite ufficiali), numeri che lo issarono al secondo posto nella classifica dei marcatori del club di tutti i tempi e in vetta alla classifica dei cannonieri del campionato in quattro stagioni (1933, 1936, 1937 e 1947).
La squadra vinse il campionato panellenico nel 1936-1937 e nel 1937-1938 da imbattuta. In Coppa di Grecia, malgrado alcune vittorie clamorose come quella da record per 1-6 ottenuta sul campo del Panathinaikos al Leoforos nel 1932 (marcatori: V. Andrianopoulos 16', 68', 88', Raggos 24', Vazos 69', 70'), che resta la vittoria più larga in trasferta nel derby degli eterni nemici, la squadra non riuscì a vincere il trofeo nelle prime quattro edizioni.
Con l'invasione della Grecia da parte dell'Italia fascista, il 28 ottobre 1940, molti atleti dell'Olympiakos si arruolarono nell'esercito greco per combattere contro gli invasori dell'Asse. Chistoforos Raggos fu gravemente ferito alla gamba sinistra nel gennaio 1941 e non poté tornare all'attività agonistica. Leonidas Andrianopoulos soffrì di congelamento sul fronte albanese e rischiò di perdere la vita, mentre Nikos Grigoratos si ferì alla gamba durante la battaglia di Klisura. Inoltre, dopo la successiva occupazione della Grecia da parte dell'Asse, i calciatori dell'Olympiakos si unirono alla resistenza greca e combatterono fieramente contro i nazisti. Il giocatore Nikos Godas, figura simbolica del club, fu capitano dell'Esercito popolare greco di liberazione (ELAS) e combatté contro i tedeschi su vari fronti. Fu giustiziato con indosso la maglia e i calzoncini dell'Olympiakos, come da suo ultimo desiderio: "Sparatemi e uccidetemi con indosso la mia maglia dell'Olympiakos e non bendatemi. Voglio vedere i colori della mia squadra prima dell'ultimo sparo". Michalis Anamateros fu membro della resistenza greca e fu ucciso nel 1944. L'Olympiakos pagò un grande tributo di sangue durante la guerra, l'occupazione dell'Asse e la conseguente guerra civile greca. L'ascesa sportiva del club subì una grave battuta d'arresto.

### La leggenda (1945-1960)

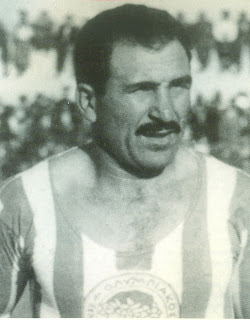
Andreas Mouratis capitanò l'Olympiakos, con cui giocò 295 partite dal 1945 al 1955

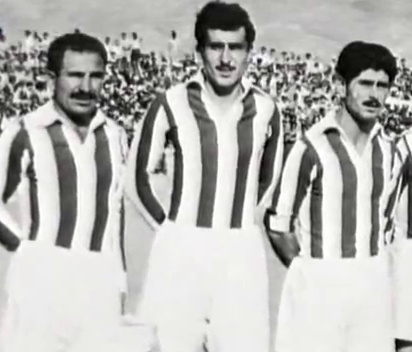
Andreas Mouratis, Babis Kotridis, Ilias Rossidis, giocatori chiave dell'Olympiakos negli anni '50.

Dopo la guerra l'Olympiakos vide ritirarsi molti dei giocatori chiave dei successi prebellici, ritiri che portarono a profondi cambiamenti nella rosa. Il capitano dell'Olympiakos e prolifico goleador Giannis Vazos rimase in squadra insieme a Giannis Chelmis. Tra i nuovi acquisti spiccarono i nomi di Andreas Mouratis, Alekos Chatzistavridis, Stelios Kourouklatos e Dionysis Minardos. Quando riprese un regolare campionato, la squadra tornò ad occupare un ruolo egemone nel panorama greco. Dal 1946 al 1959 l'Olympiakos vinse 9 degli 11 campionati greci disputati (1946-1947, 1947-1948, 1950-1951, 1953-1954, 1954-1955, 1955-1956, 1956-1957, 1957-1958, 1958-1959) ed estese le vittorie a 15 campionati dei primi 23 giocati in Grecia.
I sei campionati consecutivi vinti dal 1954 al 1959 rappresentarono un record per il campionato greco fino al 2003, quando lo stesso Olympiakos seppe fare di meglio, vincendo sette titoli consecutivi dal 1997 al 2003 (i sette titoli di fila furono poi vinti anche dal 2011 al 2017).
Nello stesso periodo (1946-1959), il club vinse 8 Coppe di Grecia delle prime 13 disputate (1946-1947, 1950-1951, 1951-1952, 1953-1954, 1956-1957, 1957-1958, 1958-1959), realizzando 6 double (1947, 1951, 1954, 1956, 1957, 1958, 1959), 3 dei quali consecutivi (1956-1959). La squadra dell'Olympiakos degli anni '50, composta da Andreas Mouratis, Ilias Rossidis, Thanasis Bebis, Ilias Yfantis, Babis Kotridis, Kostas Polychroniou, Giorgos Darivas, Babis Drosos, Antonis Poseidon, Savvas Theodoridis, Kostas Karapatis, Mimis Stefanakos, Thanasis Kinley, Stelios Psychos, Giannis Ioannou, Themis Moustaklis, Vasilis Xanthopoulos, Dimitris Kokkinakis, Giorgos Kansos, Kostas Papazoglou e Aristeidis Papazoglou, segnò un'epoca, la prima era di assoluto dominio dell'Olympiakos sul fronte nazionale, che consolidò in modo granitico la fama e la popolarità del club. Grazie agli straordinari successi ottenuti il club all'epoca si guadagnò il soprannome di Thrylos, "la Leggenda".
Il 13 settembre 1959 l'Olympiakos fece il suo debutto nelle coppe europee, nel primo turno della Coppa dei Campioni 1959-1960 contro il Milan, divenendo il primo club greco a disputare una coppa europea. La partita di andata si tenne allo Stadio Karaiskakis del Pireo e vide l'Olympiakos passare in vantaggio con un gol di Kostas Papazoglou, primo gol segnato da un greco e da una squadra greca nelle coppe europee. Il prolifico attaccante del Milan José Altafini pareggiò i conti con un colpo di testa al 33º minuto di gioco, su cross di Giancarlo Danova. Ilias Yfantis riportò i greci in vantaggio al 45º minuto, controllando la palla tra Cesare Maldini e Vincenzo Occhetta e battendo il portiere con un tiro al volo per il 2-1. Al 72º minuto Altafini pareggiò con un altro colpo di testa, dopo un calcio di punizione di Nils Liedholm. La partita finì con un risultato storico per i greci, che fermarono il Milan campione d'Italia pur non schierando alcuno straniero, mentre il Milan annoverava quattro giocatori stranieri di classe mondiale: Altafini, Liedholm, Juan Alberto Schiaffino ed Ernesto Grillo. Nella partita di ritorno il Milan si impose con il punteggio di 3-1 (marcatori: Giancarlo Danova 12', 26', 85'; Psychos 68') e si qualificò per il turno successivo, anche se nel secondo tempo l'Olympiakos non sfigurò.

### Era di Márton Bukovi (1960-1972)
L'Olympiakos iniziò gli anni '60 vincendo la Coppa di Grecia nel 1959-1960 e nel 1960-1961, portando dunque a cinque i successi consecutivi nella competizione (record greco). In questo decennio fu costituita una squadra forte, formata da giocatori affermatisi verso la fine degli anni '50 e nuovi innesti come Giannis Gaitatzis, Nikos Gioutsos, Pavlos Vasileiou, Vasilis Botinos, Giannis Fronimidis, Christos Zanteroglou, Grigoris Aganian, Stathis Tsanaktsis, Mimis Plessas, Giangos Simantiris, Pavlos Grigoriadis, Savvas Papazoglou, Stelios Besis, Sotiris Gavetsos, Tasos Sourounis, Vangelis Milisis, Orestis Pavlidis, Panagiotis Barbalias e, ultimo ma non meno importante, il goleador Giōrgos Siderīs, miglior marcatore di sempre dell'Olympiakos con 493 gol in 519 partite in tutte le competizioni (224 gol in 284 partite di campionato greco).
Nel 1963 l'Olympiakos divenne il primo club greco a vincere una competizione internazionale, la Coppa dei Balcani, competizione molto popolare negli anni '60 (la finale del 1967 attirò 42.000 spettatori), essendo all'epoca la seconda competizione più importante per le squadre dei paesi balcanici (dopo la Coppa dei Campioni). L'Olympiakos vinse il proprio raggruppamento battendo il Galatasaray (1-0) al Karaiskakis (gol di Stelios Psychos 49'), il Sarajevo (3-2) e il Brașov (1-0) e pareggiando con il Galatasaray (1-1) allo Stadio Mithatpaşa (Metin Oktay 78'; Aristeidis Papazoglou 6') e con il Sarajevo (3-3) allo Stadio Koševo. In finale affrontò il Levski Sofia. Vinta la partita di andata al Pireo (1-0 con gol di Giōrgos Siderīs al 37º minuto), perse allo Stadio Nazionale Vasil Levski con lo stesso punteggio e prevalse nel terzo match al Mithatpaşa di Istanbul (campo neutro) con il punteggio di 1-0 (gol di Mimis Stefanakos all'87º minuto).
Il club vinse poi la Coppa di Grecia nel 1962-1963 e nel 1964-1965, portando a 7 le coppe nazionali vinte in 9 anni. Dal 1959 al 1965, però, non riuscì a vincere il campionato.

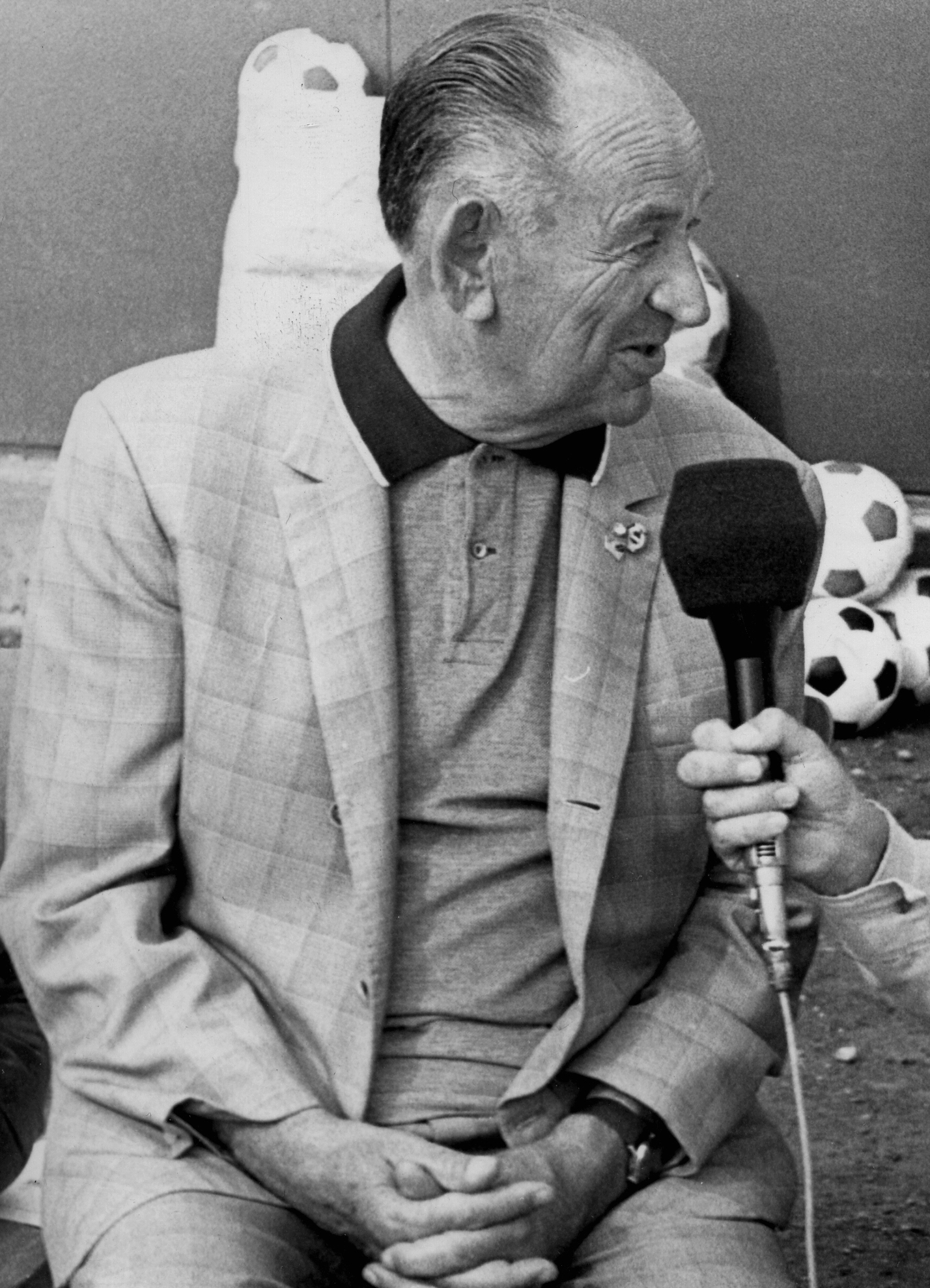
Márton Bukovi, alla guida dell'Olympiakos dal 1965 al 1967.

Le mediocri prestazioni spinsero il club a ingaggiare l'esperto allenatore ungherese Márton Bukovi, con Mihály Lantos, ex componente della leggendaria nazionale ungherese degli anni '50, come suo vice. L'innovativo tecnico ungherese, pioniere del modulo 4-2-4 (insieme con Béla Guttmann e Gusztáv Sebes) era un tattico molto competente, che adottava un gioco offensivo e pretendeva molto dai calciatori in allenamento. Le sue tattiche innovative e i suoi moderni metodi di allenamento trasformarono l'Olympiakos, che divenne una squadra votata all'attacco con un costante movimento dei giocatori in tutte le zone del campo e scambi in velocità, che produssero un calcio spettacolare. Sotto la gestione Bukovi e con l'apporto di giocatori quali Giōrgos Siderīs, Nikos Gioutsos, Kostas Polychroniou, Vasilis Botinos, Aristeidis Papazoglou, Pavlos Vasileiou, Giannis Gaitatzis, Christos Zanteroglou, Grigoris Aganian, Mimis Plessas, Giannis Fronimidis e Orestis Pavlidis, l'Olympiakos vinse due campionati greci consecutivi (1965-1966 e 1966-1967).
Il titolo del 1965-1966 fu raggiunto con 23 vittorie, 4 pareggi e 3 sole sconfitte in 30 partite. Il 12 giugno 1966, per l'incontro decisivo contro il Trikala, furono 15.000 i sostenitori dell'Olympiakos che si recarono a Trikala per celebrare la vittoria (5-0) e il trionfo in campionato dopo sette anni.
Nel 1966-1967 l'Olympiakos vinse 12 delle prime 14 partite di campionato, record assoluto nel calcio greco, rimasto imbattuto fino al 2013, quando lo stesso Olympiakos, allenato dallo spagnolo Míchel, batté il proprio primato vincendo 13 delle prime 14 partite del campionato 2013-2014. La squadra si aggiudicò il titolo in modo convincente e con alcune vittorie notevoli, come il 4-0 contro gli arcirivali del Panathinaikos allo Stadio Karaiskakis (marcatori: Vasileiou 17', Sideris 20', 35', 62'), dove l'Olympiakos giocò un calcio spumeggiante e mancò molte occasioni per arrotondare il risultato. Bukovi divenne una leggenda per i tifosi della squadra e in onore della sua creatura, l'Olympiakos del 1965-1967, fu composto anche un inno divenuto popolare in tutta la Grecia, dal titolo "Του Μπούκοβι την ομαδάρα, τη λένε Ολυμπιακάρα" ("La grande squadra di Bukovi si chiama Olympiakos").
Poco prima della fine della stagione 1966-1967 ebbe luogo il colpo di Stato militare che portò al potere in Grecia la dittatura dei colonnelli, il cui insediamento ebbe conseguenze nefaste per l'Olympiakos. Nel dicembre 1967 Giorgos Andrianopoulos, leggenda del club, di cui fu presidente per 13 anni (1954-1967), fu costretto a lasciare la presidenza dal regime. Inoltre il regime fermò il trasferimento di Giōrgos Koudas all'Olympiakos e qualche giorno dopo arrivò un'altra mazzata per il club: Márton Bukovi fu costretto a lasciare il paese dal regime militare, perché bollato come comunista. L'ungherese lasciò la Grecia il 21 dicembre 1967 insieme con Mihály Lantos.

### Era di Nikos Goulandris (1972-1975)
Un nuovo glorioso capitolo della storia del club si aprì nel 1972, quando divenne presidente Nikos Goulandris. Egli riaffidò i ruoli dirigenziali a tutti i membri dell'Olympiakos (tra cui Giorgos Andrianopoulos) che erano stati destituiti dal regime militare, ripristinò libere elezioni e seppe circondarsi di dirigenti fidati e di valore. Ingaggiò come allenatore Lakis Petropoulos e acquistò ottimi giocatori come Giorgos Delikaris, Yves Triantafyllos, Julio Losada, Milton Viera, Panagiotis Kelesidis, Michalīs Krītikopoulos, Takis Synetopoulos, Romain Argyroudis, Maik Galakos, Nikos Gioutsos, Giannis Gaitatzis, Vasilis Siokos, Thanasis Angelis, Lakis Glezos, Petros Karavitis, Kostas Davourlis, Giannis Kyrastas, Peter Persidis, Lefteris Poupakis e Babis Stavropoulos. L'Olympiakos vinse 3 titoli nazionali consecutivi (1972-1973, 1973-1974, 1974-1975) e 2 Coppe di Grecia (nel 1972-1973 battendo in finale il PAOK per 1-0 e nel 1974-1975 battendo in finale il Panathinaikos per 1-0), per un totale di 2 double in 3 anni. Nel 1972-1973 il campionato fu per altro vinto subendo solo 13 gol in 34 partite, record di sempre per il campionato greco. Il punto più alto di questo ciclo fu toccato senza dubbio nella stagione 1973-1974, allorquando l'Olympiakos vinse il titolo con il record di punti (59) e gol segnati (102), concedendo solo 14 gol e facendo registrare 26 vittorie, 7 pareggi e una sola sconfitta.
In ambito europeo l'Olympiakos eliminò il Cagliari di Riva, all'epoca tra le migliori squadre d'Italia, dalla Coppa UEFA 1972-1973, battendolo per 2-1 al Pireo e per 1-0 al Sant'Elia, diventando così la prima squadra greca a vincere in terra italiana. Nel turno seguente l'Olympiakos se la vide con il Tottenham, imbattuto da 16 partite consecutive nelle competizioni europee. I greci furono sconfitti per 4-0 al White Hart Lane, ma nel ritorno, pur se eliminati, riuscirono a violare l'imbattibilità degli Spurs battendoli per 1-0 al Pireo e stabilendo la prima vittoria di una squadra greca contro una squadra inglese.
La squadra del Pireo affrontò il Celtic di Kenny Dalglish, una delle più quotate squadre europee dell'epoca, nei trentaduesimi di finale della Coppa dei Campioni 1974-1975. A Celtic Park, dove il Celtic on aveva mai perso (27 vittorie e 9 pareggi) nelle coppe europee dal 1962 al 1974, l'Olympiakos passò in vantaggio con Milton Viera al 36º minuto, ma il Celtic pareggiò. Nel ritorno, al Pireo, i greci si imposero per 2-0 sulla squadra campione di Scozia in carica con reti di Kritikopoulos e Stavropoulos. Ai sedicesimi di finale fu l'Anderlecht a eliminare i greci dopo due partite al cardiopalma. Sconfitti per 5-1 all'andata, i greci, chiamati alla missione impossibile nella partita di ritorno in casa, sfiorarono clamorosamente l'impresa in un match caratterizzato dal controverso arbitraggio di Károly Palotai: furono ben quattro le reti annullate all'Olympiakos, che vinse per 3-0 e che cercava il 4-0 per qualificarsi, e furono almeno tre i rigori netti negati alla squadra di casa, mentre Stavropoulos fu espulso senza un motivo valido. La partita è nota in Grecia come il "massacro di Palotai".

### Dominio nazionale (1975-1995)
Dopo le dimissioni di Goulandris nel 1975, la squadra attraversò un periodo di digiuno di vittorie nella seconda metà degli anni '70.
Nell'estate del 1979 il campionato greco divenne professionistico e Stavros Daifas divenne proprietario e presidente del club. L'Olympiakos si riaffermò come potenza del calcio greco, vincendo 4 titoli consecutivi (1979-1980, 1980-1981, 1981-1982, 1982-1983) con un organico composto dal bomber Nikos Anastopoulos, da Martin Novoselac, Vicente Estavillo, Thomas Ahlström, Roger Albertsen, Maik Galakos, Tasos Mītropoulos, Takīs Nikoloudīs, Nikos Sarganis, Nikos Vamvakoulas, Giorgos Kokolakis, Vangelis Kousoulakis, Petros Michos, Takīs Lemonīs, Christos Arvanitis, Petros Xanthopoulos, Stavros Papadopoulos, Meletis Persias, Giorgos Togias e Kostas Orfanos.

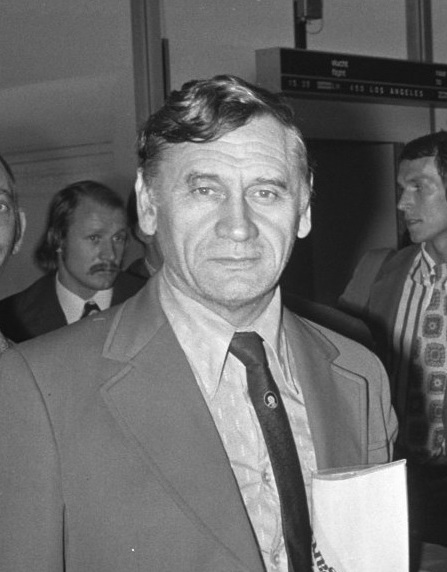
Kazimierz Górski

Kazimierz Górski, allenatore polacco, fu artefice dei successi del 1980, del 1981 e del 1983 (nel 1981 ci fu il nono double nella storia del club, grazie alla vittoria della Coppa di Grecia), mentre Alketas Panagoulias, già CT della nazionale greca e della nazionale statunitense, fu artefice del successo del 1982, ottenuto dopo una memorabile vittoria per 2-1 contro gli arcirivali del Panathinaikos (marcatori: Estavillo 6', Anastopoulos 69') in un match cruciale che si giocò all'ultimo turno a Volos. Con Panagoulias l'Olympiakos si aggiudicò anche il titolo del 1986-1987, con una squadra formata da giocatori esperti in squadra dai primi anni '80 come Anastopoulos, Mitropoulos, Michos, Xanthopoulos e altri quali Miloš Šestić, Giōrgos Vaïtsīs, Jorge Barrios, Andreas Bonovas, Alexis Alexiou e Vasilis Papachristou.
L'8 febbraio 1981 si verificò un evento drammatico, il disastro dello stadio Karaiskakīs. Presso il Gate 7 ventuno tifosi persero la vita dopo una corsa per celebrare la vittoria per 6-0 dell'Olympiakos contro l'AEK Atene.
Il periodo più oscuro nella storia del club fu quello vissuto dalla fine degli anni '80 alla metà degli anni '90.

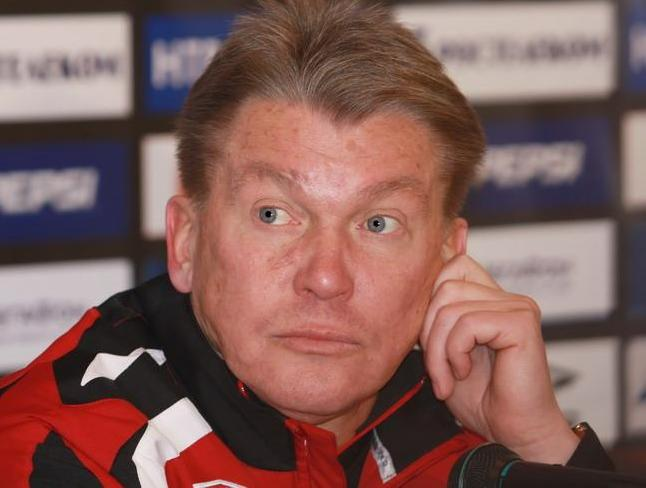
Oleh Blochin.

Nel 1987 l'Olympiakos fu acquistato dall'uomo d'affari Giorgio Koskotas, che fu presto condannato per malversazione, lasciando la società fortemente indebitata. Il club attraversò un periodo di turbolenza amministrativa e sul campo la squadra, priva di una solida guida societaria, rimase nove stagioni senza conquistare il campionato (dal 1987-1988 al 1995-1996) nonostante potesse schierare grandi giocatori come l'ungherese Lajos Détári, l'ucraino Oleh Protasov e il polacco Andrzej Juskowiak, oltre a Juan Gilberto Funes, Bent Christensen, Hennadiy Lytovchenko, Yuri Savichev, Daniel Batista, Fabián Estay e ad una spina dorsale composta dai greci Vassilis Karapialis, Kiriakos Karataidis, Giotis Tsalouchidis, Nikos Tsiantakīs, Giōrgos Vaïtsīs, Minas Hantzidis, Theodoros Pahatouridis, Savvas Kōfidīs, Chris Kalantzis, Gιorgοs Mitsibonas, Ilias Talikriadis, Alekos Rantos, Panagiotis Sofianopoulos, Ilias Savvidis e Michalis Vlachos. Furono questi i cosiddetti "anni di pietra dell'Olympiakos".
Il club si aggiudicò la Coppa di Grecia 1989-1990 battendo in finale l'OFI Creta (4-2), la Coppa di Grecia 1991-1992 battendo in finale il PAOK (1-1 allo stadio Toumba di Salonicco e 2-0 al Pireo) e la Supercoppa di Grecia 1992 battendo l'AEK Atene (3-1 allo stadio Olimpico Spyros Louīs). La squadra, guidata dall'ex fuoriclasse ucraino Oleh Blochin, raggiunse i quarti di finale della Coppa delle Coppe 1992-1993, eliminando il Monaco di Arsène Wenger dopo una sofferta vittoria per 1-0 allo stadio Louis II con un gol nei minuti finali di Giōrgos Vaïtsīs e un pareggio a reti inviolate allo stadio Karaiskakis nell'incontro di ritorno. A eliminare l'Olympiakos fu l'Atlético Madrid (1-1 al Pireo, 3-1 allo stadio Vicente Calderón).

### Epoca d'oro (1995-2010)

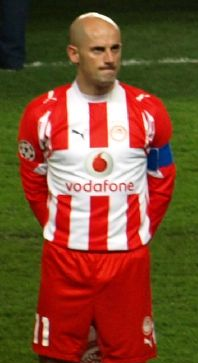
Predrag Đorđević ha vinto 12 campionati greci con l'Olympiakos (record) e detiene il primato di gol segnati con l'Olympiakos da un calciatore straniero, con 158 gol in 493 partite ufficiali

La situazione migliorò nel 1993, quando divenne presidente Socratis Kokkalis, il quale, avendo ottenuto dal governo greco il condono dei debiti della società, seppe presto far risorgere il club, riorganizzandolo e ristrutturandolo.
Nel 1996 arrivò l'allenatore bosniaco Dušan Bajević, che aveva abbandonato l'AEK Atene dopo un diverbio dovuto a questioni economiche. La squadra era già forte, potendo contare su Kyriakos Karataïdīs, Vassilis Karapialis, Grīgorīs Geōrgatos, Alexīs Alexandrīs, Giōrgos Amanatidīs, Nikos Dabizas e Ilija Ivić. Il presidente ingaggiò tutti i migliori giovani talenti del panorama ellenico, vale a dire Predrag Đorđević e Stelios Giannakopoulos (entrambi dal Panīleiakos), Refik Šabanadžović, Andreas Niniadīs, Giōrgos Anatolakīs, Alexandros Kaklamanos, Alexīs Alexandrīs, Giōrgos Amanatidīs, oltre al portiere Dimitris Eleftheropoulos, di ritorno dal prestito al Proodeftiki. Molti di questi giocatori, fra cui il capitano Đorđević, avrebbero militato per tanti anni nell'Olympiakos.
L'Olympiakos tornò a vincere il campionato nel 1996-1997, con 12 punti di vantaggio sull'AEK Atene e 20 punti sul Panathinaikos. Fu il primo successo dopo nove anni e la prima pietra di un nuovo periodo di dominio assoluto in campo nazionale. Nel 1997-1998 la squadra, puntellata con gli innesti di Dimitris Mavrogenidis, Siniša Gogić, Ilias Poursanidis e Peter Ofori-Quaye, rivinse il campionato, stavolta in modo più sofferto, prevalendo in una lotta con AEK Atene e Panathinaikos grazie ad una decisiva vittoria per 2-0 sul campo del Panathinaikos, distanziato alla fine di tre punti in classifica. Nel 1997-1998, a dieci anni dall'ultima apparizione nella massima competizione calcistica continentale, l'Olympiakos tornò a disputare la UEFA Champions League, dove si piazzò terzo nel proprio gruppo nella fase a gironi, dietro a Real Madrid (futuro vincitore della competizione) e Rosenborg e davanti al Porto.
Il 1998-1999 fu una delle migliori stagioni nella storia del club, che in patria centrò il double campionato-Coppa di Grecia: in campionato furono dieci i punti di vantaggio dall'AEK Atene secondo in classifica e 11 i punti dal Panathinaikos terzo; in coppa la squadra batté per 2-0 in finale il Panathinaikos con gol di Mavrogenidis al 54° e Ofori-Quaye al 90º minuto, pur avendo giocato per più di 60 minuti in inferiorità numerica.
Sul fronte europeo la squadra fu protagonista di un ottimo percorso in UEFA Champions League. Superato agevolmente l'Anorthōsis nel secondo turno preliminare, l'Olympiakos approdò alla fase a gironi, dove ottenne 11 punti, frutto di 3 vittorie casalinghe contro Ajax (1-0), Porto (2-1) e Dinamo Zagabria (2-0) e 2 pareggi esterni (2-2 contro il Porto e 1-1 contro la Croazia Zagabria) in 6 partite. Ai quarti di finale, contro la Juventus del neo-tecnico Carlo Ancelotti, i greci limitarono i danni all'andata, segnando con Andreas Niniadīs su calcio di rigore al 90° il gol del 2-1 di fronte a 10.000 sostenitori greci giunti al Delle Alpi. Nella partita di ritorno l'Olympiacos dominò l'incontro: si portò in vantaggio al 12° di gioco con un colpo di testa di Siniša Gogić su cross di Grīgorīs Geōrgatos, sprecò con Giōrgos Amanatidīs una ghiotta occasione per raddoppiare (decisiva, sul suo colpo di testa ravvicinato, fu la respinta del portiere Michelangelo Rampulla) e tenne in mano la qualificazione sino all'85º minuto, quando la Juventus riuscì a segnare il gol decisivo per il passaggio del turno approfittando di un vistoso errore del portiere Dimitris Eleftheropoulos, protagonista delle partite precedenti. Nonostante la delusione europea, la stagione fu comunque molto positiva anche grazie al double domestico e fu senz'altro una delle più fruttuose dell'intera storia del club del Pireo.
Le successive quattro stagioni portarono altri quattro scudetti (1999-2000, 2000-2001, 2001-2002, 2002-2003) e videro l'Olympiakos ingaggiare giocatori di caratura internazionale quali Zlatko Zahovič, Giovanni, Christian Karembeu e Rivaldo, oltre a Pär Zetterberg, Zé Elias, Nery Castillo, Chrīstos Patsatzoglou, Lampros Choutos e Stelios Venetidis.
Nel 1999-2000, nonostante le enormi aspettative suscitate dall'ottima stagione precedente e dagli arrivi di Giovanni e Zahovič, la squadra non superò la fase a gironi della Champions League e l'11 novembre 1999 Bajević fu esonerato, malgrado la squadra fosse prima in classifica in Grecia. Al suo posto subentrò Alberto Bigon, affiancato dal vice-allenatore Giampiero Ceccarelli, ma anch’egli fu esonerato il 10 aprile 2000, a otto giornate dalla fine del campionato, nonostante la squadra fosse prima in classifica (con un punto di vantaggio sul Panathinaikos). Ioannis Matzourakis, assieme al non partente Ceccarelli,guidò la squadra alla vittoria del titolo con otto vittorie nelle ultime otto partite.
Nel 2000-2001 la squadra di Matzourakis si piazzò terza nel proprio girone della prima fase a gruppi della UEFA Champions League, a pari punti con il Lione, che si qualificò come seconda. Contrasti con Giovanni e Choutos e dissapori con i tifosi portarono all'esonero del tecnico, che lasciò il posto al suo vice Takīs Lemonīs. L'Olympiakos continuò a dominare in patria, vincendo il suo 30º titolo nazionale, il quinto consecutivo, con 12 punti di vantaggio sul Panathinaikos e 17 sull'AEK Atene. Nella finale di Coppa di Grecia arrivò una sconfitta (2-4) contro il PAOK.
Nel 2001-2002 la squadra di Lemonis vinse un altro titolo, il sesto consecutivo, stavolta in modo sofferto: l'Olympiakos chiuse a pari punti con l'AEK Atene, ma era in vantaggio negli scontri diretti. In Coppa di Grecia fu sconfitto in finale per 2-1 dall'AEK Atene, mentre in UEFA Champions League si piazzò ultimo nel proprio girone di prima fase.
Dal 2002 al 2004 la squadra giocò allo stadio Georgios Kamaras, per consentire che lo stadio Geōrgios Karaiskakīs fosse rinnovato in vista delle Olimpiadi di Atene 2004.
Nel campionato 2002-2003 il successo arrivò dopo un finale al cardiopalma: alla 29ª giornata l'Olympiakos ospitò il Panathinaikos, capolista con tre punti di vantaggio sulla squadra del Pireo, cui sarebbe servita una vittoria. I biancorossi ebbero la meglio sui verdi per 3-0 (marcatori: Giovanni 3', Giannakopoulos 15' 48') allo Stadio Georgios Kamaras e celebrarono il record di sette campionati vinti consecutivamente, traguardo dal sapore storico, poi bissato nel 2017. Meno fortunata l'avventura nelle coppe: in Coppa di Grecia arrivò un'eliminazione ai quarti di finale; in UEFA Champions League la compagine ellenica si piazzò ultima nel suo girone di prima fase.

Più difficile fu l'annata 2003-2004. Il nuovo allenatore, Oleh Protasov, che per quattro anni aveva vestito la maglia del club, fu esonerato il 17 marzo 2004. Lo rimpiazzò per due giorni il tecnico delle giovanili Siniša Gogić, prima della nomina di Nikos Alefantos, già alla guida del club in due occasioni nei decenni passati. Sotto la sua gestione la squadra si piazzò seconda in campionato a due punti dal Panathinaikos, non riuscendo a vincere il sesto titolo consecutivo. In finale di Coppa di Grecia fu sconfitta per 3-1 dal Panathinaikos e in UEFA Champions League arrivò ultima nel girone vinto dalla Juventus.

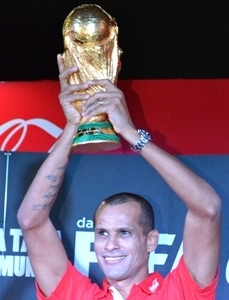
Rivaldo, Pallone d'oro 1999 e campione del mondo 2002 con il, vestì la maglia dell'Olympiakos dal 2004 al 2007.

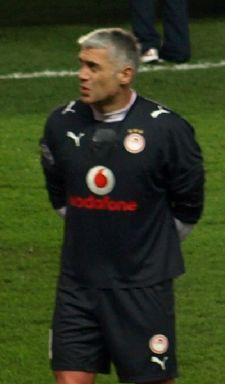
Il portiere Antonis Nikopolidis, campione d'Europa 2004 con la.

Nel 2004 l'Olympiakos richiamò in panchina Dušan Bajević e ingaggiò il trentaduenne fuoriclasse brasiliano Rivaldo, Pallone d'oro 1999 e Campione del mondo 2002 con il Brasile. Con lui arrivò Antonis Nikopolidis, Campione d'Europa 2004 con la Grecia. Alla fine della stagione arrivò un altro double nazionale. Il campionato fu vinto con un solo punto di vantaggio sul Panathinaikos, la Coppa di Grecia con un 3-0 in finale all'Aris. In UEFA Champions League il percorso della squadra fu dignitoso, con 10 punti guadagnati in un difficile girone con Liverpool (poi vincitore del torneo), Monaco e Deportivo La Coruña e qualificazione sfumata negli ultimi quattro minuti di gioco dell'ultimo match giocato ad Anfield contro il Liverpool.
Il 17 giugno 2005 Bajević lasciò il posto al norvegese Trond Sollied. La campagna acquisti previde gli arrivi dell'attaccante cipriota Michalīs Kōnstantinou dal Panathinaikos, del difensore Michalīs Kapsīs dal Bordeaux e del centrocampista Yaya Touré dal Metalurh Donec'k. In campionato 2005-2006 l'Olympiakos trionfò per la 34ª volta, vincendo tutti e quattro i derby contro Panathinaikos e AEK Atene, impresa riuscita in precedenza solo nel 1972-1973, con uno score di 11 gol fatti e 3 subiti. L'AEK Atene fu sconfitto dall'Olympiakos anche nella finale della Coppa di Grecia per 3-0, successo che valse il secondo double consecutivo per gli uomini allenati da Sollied. In campionato la squadra stabilì una striscia di 16 vittorie consecutive, battendo il suo precedente record il calcio greco.
Dopo una stagione da record, nel 2006 Trond Sollied volle in squadra Michał Żewłakow, Júlio César e Tomislav Butina. Dopo deludenti risultati in UEFA Champions League fu esonerato alla fine del 2006 e sostituito da Takīs Lemonīs, che portò in prima squadra Vasilīs Torosidīs e condusse la compagine biancorossa alla vittoria del terzo campionato di fila, anche se fallì la conquista della Coppa di Grecia a causa di una sorprendente eliminazione contro il PAS Giannina.
Nell'estate del 2007 l'Olympiakos attuò una campagna acquisti molto dispendiosa, con gli arrivi di Luciano Galletti, Darko Kovačević, Raúl Bravo, Lomana LuaLua, Cristian Ledesma e Leonel Núñez. Tornò in squadra il difensore Paraskevas Antzas e fu ingaggiato anche il talentuoso attaccante Konstantinos Mitroglou, 19 anni, proveniente dal Borussia M'gladbach. La cessione del messicano Nery Castillo allo Šachtar fu la più costosa nella storia del calcio greco (20 milioni di euro, 5 dei quali finirono nelle tasche del giocatore per via di un accordo siglato in precedenza). Il ruolo di direttore sportivo fu affidato a Ilija Ivić.
In campionato la squadra non partì bene, ma in UEFA Champions League disputò un ottimo girone e, grazie al secondo posto (11 punti, gli stessi del Real Madrid), si qualificò per gli ottavi di finale a spese di Werder Brema e Lazio, prima di essere eliminata agli ottavi di finale dal Chelsea. A causa del cattivo rendimento in campionato Sokratis Kokkalis esonerò Takis Lemonis e lo sostituì con José Segura, che portò l'Olympiakos alla conquista del titolo, il quarto consecutivo, e della Coppa di Grecia (battuto in finale l'Arīs Salonicco per 2-0), prima di dimettersi.
L'estate del 2008 vide l'Olympiakos proseguire nella politica di rafforzamento, con gli ingaggi di Dudu Cearense, Avraam Papadopoulos, Diogo Luis Santo e Matt Derbyshire. Come allenatore fu assunto lo spagnolo Ernesto Valverde, che firmò un triennale. La stagione iniziò con alcune sconfitte, tra cui quelle che portarono all'eliminazione dalla UEFA Champions League nel terzo turno preliminare contro l'Anorthōsis. Retrocessa in Coppa UEFA, la squadra si qualificò per la fase a gironi, che superò prima di cadere ai sedicesimi di finale contro il Saint-Étienne. In campionato accusò inizialmente dei problemi in trasferta, ma vinse poi campionato (il quinto consecutivo) e coppa nazionale, stabilendo il proprio 14° double domestico.
Nel maggio 2009 fu reso noto che il contratto con Valverde non sarebbe stato rinnovato per dissapori di natura economica e che alla guida tecnica della squadra sarebbe stato posto, dalla stagione seguente, il georgiano Temuri Ketsbaia. Nell'estate del 2009 l'Olympiakos ingaggiò Olof Mellberg dalla Juventus per 2,5 milioni di euro, Jaouad Zairi dall'Asteras Tripolīs ed Enzo Maresca dal Siviglia. Rientrarono dai prestiti Raúl Bravo (dal Real Madrid), Georgios Katsikogiannis e Cristian Ledesma. Dopo sole sei giornate del campionato 2009-2010 Ketsbaia fu esonerato malgrado avesse ottenuto 5 vittorie e un pareggio e fu sostituito prima ad interim dal montenegrino Božidar Bandović e poi dal brasiliano Zico. Sotto la guida dell'ex stella della nazionale brasiliana la squadra andò bene in campionato sino all'inverno e in UEFA Champions League, pur penalizzata da molti infortuni, si qualificò per gli ottavi di finale finendo seconda nel girone, a soli tre punti dall'Arsenal capolista. Il 19 gennaio 2010 Zico fu esonerato dopo aver ottenuto una sola vittoria in quattro partite e rimpiazzato con Bandović. A febbraio l'Olympiakos fu eliminato agli ottavi di Champions League dal Bordeaux, vittorioso in casa (1-0) e, in extremis, in trasferta (2-1). I biancorossi conclusero il campionato al secondo posto, a sei punti dal Panathinaikos, pur avendo battuto i verdi per 2-0 con doppietta di Mitroglu nel novembre 2009. Fu l'ultima stagione con Sokratis Kokkalis alla guida del club: il presidente lasciò l'incarico dopo due decenni.

### Dai successi degli anni 2010 agli anni 2020

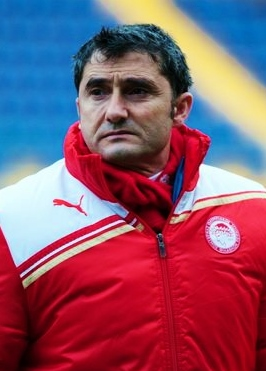
Ernesto Valverde, alla guida dell'Olympiakos dal 2008 al 2009 e dal 2010 al 2012

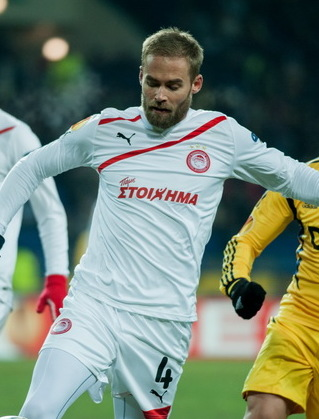
Olof Mellberg ha vestito la maglia dell'Olympiakos dal 2009 al 2012

Nel 2010 il club passò nelle mani del magnate Evangelos Marinakis. Durante la sua prima stagione come presidente, egli riportò in panchina Ernesto Valverde e ingaggiò calciatori di spessore internazionale come Albert Riera, Ariel Ibagaza, Kevin Mirallas, Marko Pantelić e François Modesto. La squadra vinse il campionato 2010-2011 per la 38ª volta nella sua storia, con 13 punti di vantaggio dal Panathinaikos secondo.
In vista della nuova stagione arrivarono Jean Makoun, Pablo Orbaiz, Iván Marcano, Rafik Djebbour e Djamel Abdoun. La compagine del Pireo non tradì le attese e nel 2011-2012 mise in bacheca il 39º titolo e la 25ª Coppa di Grecia della sua storia. In UEFA Champions League ben figurò in un difficile girone con Arsenal, Borussia Dortmund e Olympique Marsiglia, ma, nonostante i 9 punti ottenuti grazie a due prestigiose vittorie interne contro Arsenal e Dortmund (entrambe per 3-1) e una vittoria esterna contro il Marsiglia (1-0), persero la qualificazione all'ultima giornata a causa della vittoria del Marsiglia in casa del Dortmund (3-2), raggiunta con due gol segnati negli ultimi cinque minuti di partita, dopo che il Dortmund si era portato sul 2-0. L'Olympiakos proseguì il cammino europeo in Europa League, dove ai sedicesimi di finale eliminò il Rubin (1-0 in casa e in trasferta), prima di cadere per la regola dei gol fuori casa contro il Metalist negli ottavi (vittoria esterna per 1-0 con gol di David Fuster e sconfitta interna per 2-1 al Pireo, dopo essere stati in vantaggio fino all'81º minuto e aver colpito due pali nel primo tempo).
Nel 2012 Ernesto Valverde annunciò la sua decisione di tornare in Spagna e fu sostituito con il portoghese Leonardo Jardim, che fu clamorosamente esonerato il 19 gennaio 2013, con la squadra prima con 10 punti di vantaggio sulla seconda in campionato. La compagine del Pireo si era piazzata terza nel girone di UEFA Champions League, con 3 vittorie e 3 sconfitte in 6 partite. Dal 19 gennaio al 3 febbraio 2013 fu guidata ad interim da Antōnīs Nikopolidīs, prima dell'ingaggio dello spagnolo Míchel, che guidò la squadra alla vittoria del 40º titolo nazionale (che diede diritto alla quarta stella sulla maglia) con 15 punti di vantaggio sul PAOK e 5 giornate di anticipo rispetto alla fine del torneo e della 26ª Coppa di Grecia (3-1 in finale all'Asteras Tripolis): fu il 16º double per il club ateniese. Nel febbraio 2013 fu il Levante a eliminare l'Olympiakos nei sedicesimi di finale di Europa League.
La campagna acquisti dell'estate 2013 vide arrivare al Pireo Javier Saviola, Joel Campbell, Roberto, Alejandro Domínguez, Vladimír Weiss, Delvin N'Dinga e Leandro Salino. La squadra di Míchel visse un'ottima stagione a livello nazionale e internazionale. Si piazzò secondo nel girone di UEFA Champions League con 10 punti, qualificandosi per gli ottavi di finale della competizione per la terza volta in sei anni. Qui vinse in casa contro il Manchester United per 2-0 (marcatori: Alejandro Domínguez 38', Campbell 55') una partita dominata, ma perse per 3-0 nel ritorno a Old Trafford. Senza problemi, invece, il cammino nel campionato greco 2013-2014, vinto (41º titolo) con addirittura 17 punti di vantaggio sul PAOK secondo.
Malgrado due vittorie di prestigio contro Atletico Madrid e Juventus, nel 2014-2015 la squadra uscì nella fase a gironi della UEFA Champions League, piazzandosi terza e accedendo comunque all'Europa League. Il 6 gennaio 2015, con l'Olympiakos ad un solo punto dal PAOK capolista in campionato, Míchel fu esonerato e sostituito con il portoghese Vítor Pereira. In Europa League la squadra fu eliminata ai sedicesimi di finale dal Dnipro poi finalista, ma riuscì a centrare la 17ª accoppiata scudetto-Coppa di Grecia (12 punti di vantaggio sul Panathinaikos secondo in campionato e 3-1 in finale di coppa allo Skoda Xanthī)
Nel luglio 2015 la panchina dell'Olympiakos passò al portoghese Marco Silva. Con lui il club greco conquistò il 43º campionato greco con 6 giornate di anticipo (nuovo record per il calcio greco), segnalandosi soprattutto per il record di 17 vittorie consecutive (risultato senza precedenti in Europa), e perse per 2-1 la finale di Coppa di Grecia contro l'AEK Atene. Terzo con 3 vittorie e 3 sconfitte in 6 partite nel girone di Champions League, in Europa League l'Olympiakos fu eliminato dall'Anderlecht ai sedicesimi di finale. Alla fine della stagione, conclusa con altre 8 vittorie di fila, a sorpresa il portoghese decise di dimettersi per ragioni personali.
Nel giugno 2016 fu ingaggiato l'allenatore spagnolo Víctor Sánchez, che si dimise dopo due mesi a causa dell'eliminazione contro l'Hapoel Be'er Sheva nel terzo turno preliminare di UEFA Champions League. Gli successe il portoghese Paulo Bento, esonerato il 6 marzo 2017 con la squadra prima in campionato con 7 punti di vantaggio sulla seconda. Al suo posto subentrò Vasilis Vouzas, prima del ritorno di Takīs Lemonīs il 23 marzo. La compagine del Pireo si aggiudicò con una giornata di anticipo il suo 44º titolo nazionale, il settimo consecutivo e il 19° in 21 anni, eguagliando il record di sette titoli consecutivi stabilito nel 2003. La squadra fu eliminata dall'AEK Atene in semifinale di Coppa di Grecia e dal Beşiktaş ai sedicesimi di finale di Europa League.
Nel giugno 2017 la panchina dell'Olympiakos passò all'albanese Besnik Hasi, che firmò un contratto di due anni. Dopo la sconfitta interna contro lo Sporting Lisbona all'esordio nel girone di UEFA Champions League e alcuni risultati deludenti in campionato, il 26 settembre Hasi fu sollevato dall'incarico e sostituito con il rientrante Lemonis. Nel gennaio 2018, malgrado la scalata dal quinto al primo posto in campionato prima di Natale, anche Lemonis fu esonerato, a causa dell'eliminazione maturata alla fine della fase a gironi di UEFA Champions League. Gli subentrò lo spagnolo Óscar García, a sua volta sollevato dall'incarico il 3 aprile dopo un deludente pareggio che fece scendere la squadra dal secondo al terzo posto in campionato. Gli subentrò ad interim Chrīstos Kontīs, che condusse la squadra al terzo posto in campionato.
Nel giugno 2018, come annunciato l'11 aprile, la panchina fu affidata al portoghese Pedro Martins. Superati i preliminari di Europa League 2018-2019, la squadra superò anche la fase a gironi grazie al successo casalingo per 3-1 all'ultima giornata contro il Milan (contro cui serviva una vittoria con almeno due gol di scarto), prevalendo sugli italiani grazie ad una migliore differenza reti; l'eliminazione dal torneo giunse ai sedicesimi di finale, per mano della Dinamo Kiev. Sul fronte nazionale il campionato 2018-2019 fu chiuso al secondo posto. Nella stagione 2019-2020 la squadra, rinforzata dagli arrivi di Rúben Semedo, Mathieu Valbuena e Youssef El-Arabi, tornò ad aggiudicarsi il campionato nazionale, con sei giornate di anticipo, e fu eliminata nella fase a gironi della UEFA Champions League, per poi essere estromessa agli ottavi di finale di Europa League. Nel 2020-2021 fu bissato il successo in campionato, con ben sette giornate di anticipo sulla fine del torneo, grazie alla vittoria per 3-1 contro i rivali del Panathinaikos; in campo europeo la squadra del Pireo uscì ai gironi di Champions e agli ottavi di finale di Europa League. Nel 2021-2022 la squadra vinse il campionato per la terza volta di fila, con quattro giornate di anticipo. Nella stagione 2021-2022 la squadra si aggiudicò per la terza volta consecutiva il campionato, mentre in UEFA Europa League, dove dopo aver superato i gironi, fu eliminata dall'Atalanta ai play-off.
Nel giugno 2022 Pedro Martins venne riconfermato come allenatore fino al 2024, per poi esser esonerato all'inizio di agosto dopo la clamorosa sconfitta per 0-4 contro il Maccabi Haifa, che costò ai greci l'eliminazione dalla UEFA Champions League 2022-2023. Al suo posto fu incaricato lo spagnolo Carlos Corberán, il quale, nonostante un'importante campagna acquisti, che portò al Pireo giocatori del calibro di Marcelo e James Rodriguez, ottenne risultati altalenanti, fino a essere esonerato il 18 settembre 2022, dopo aver traghettato con molte difficoltà la squadra alla qualificazione all'Europa League. Al suo posto fu nominato il connazionale Míchel, il quale ritornò ad allenare l'Olympiakos dopo sette anni. Eliminato a dicembre ai gironi di Europa League, il tecnico iberico si dimise il 3 aprile 2023, dopo contrasti con la dirigenza e con i tifosi, e fu sostituito dal francese José Anigo, che subentrò ad interim e condusse la squadra al terzo posto. Il piazzamento in campionato è stato confermato nel 2023-2024 dal successore, lo spagnolo José Luis Mendilibar, mentre il percorso in Europa è stato entusiasmante per i greci. Nella stessa annata, infatti, dopo il terzo posto nel girone di Europa League 2023-2024, l'allenatore spagnolo ha condotto la squadra alla vittoria della UEFA Europa Conference League, dopo aver superato nella fase a eliminazione diretta il Ferencváros, il Maccabi Tel Aviv, il Fenerbahçe, l'Aston Villa in semifinale e la Fiorentina nella prima finale europea nella storia del club e di una squadra greca, vinta per 1-0 dagli ateniesi con rete di Ayoub El Kaabi.

## Colori
La maglia tipica dell'Olympiakos è a righe bianche e rosse verticali e i pantaloncini e i calzettoni invece possono essere sia bianchi, sia rossi. Durante la propria storia la maglia ha subito mutazioni a seconda del numero di strisce presenti sulla maglia, ma ultimamente la maglia è costituita da righe rosse e bianche di pari numero e pari larghezza. La maglia da trasferta, di solito, è nera mentre la terza maglia è argento.
| 1971 | 1978 | 1979 | 1985 | 2008 | 2009 |

## Strutture

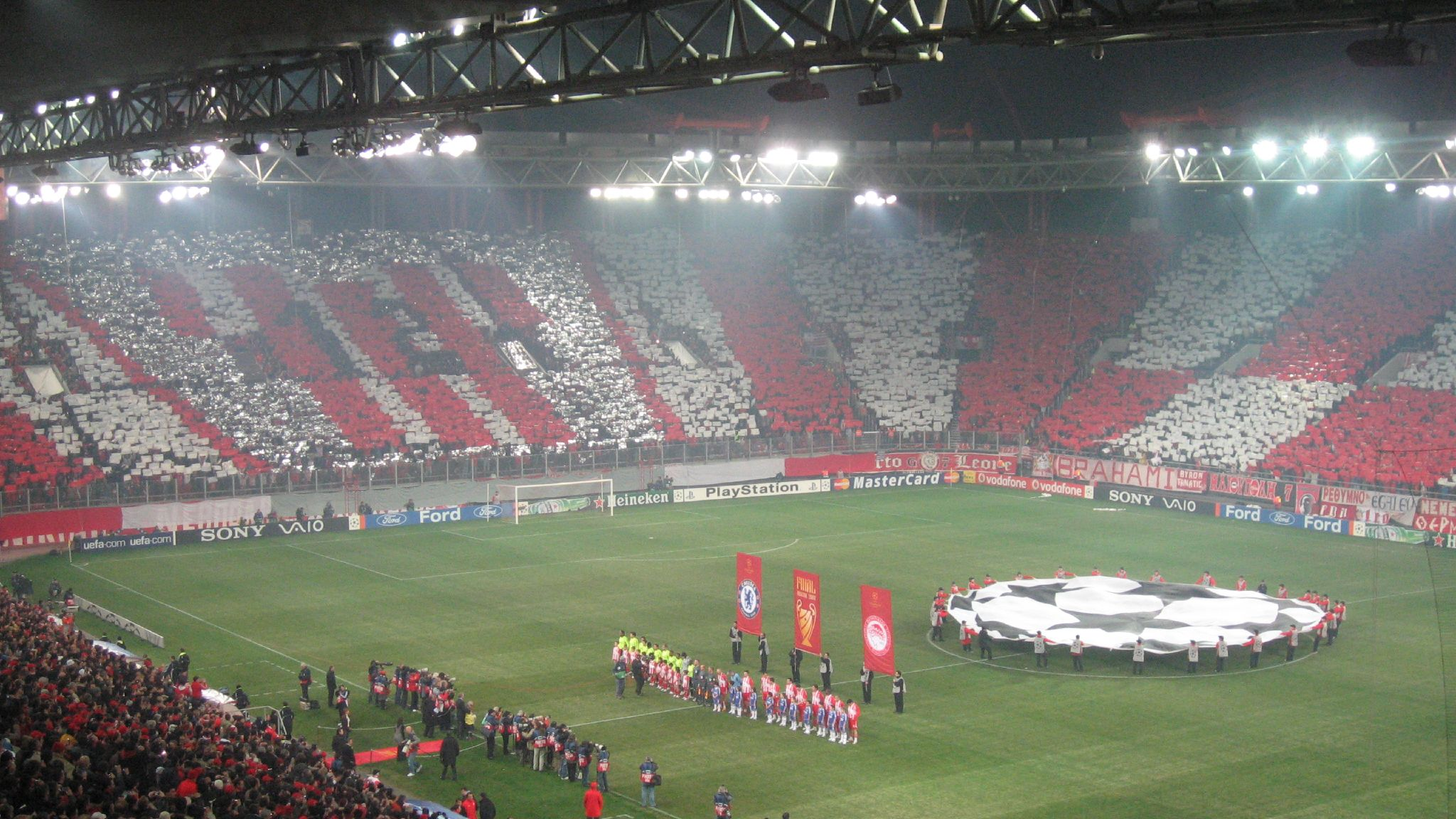
Lo stadio Karaiskakīs durante la partita Olympiakos-, valida per la UEFA Champions League 2007-2008.

Lo stadio Geōrgios Karaiskakīs, situato nella zona Faliro, un quartiere del Pireo, prende il nome da Giorgios Karaiskakīs, eroe nazionale della guerra d'indipendenza greca.
L'impianto fu costruito nel 1895 come velodromo per ospitare gli eventi ciclistici delle Giochi olimpici del 1896. Il suo nome originario era Neo Phaliron Velodrome. L'Olympiakos cominciò ad usare questo stadio sin dalla sua fondazione nel 1925. Nel 1964 lo stadio fu rinnovato, assumendo l'attuale nome e la forma che aveva fino al 2003, cioè con la pista di atletica intorno al terreno di gioco.
La storia del Karaiskakīs e dell'Olympiakos è stata segnata dalla peggior tragedia dello sport greco, conosciuta come "disastro dello stadio Karaiskakīs". L'8 febbraio 1981 l'Olympiakos ospitò l'AEK Atene, gara finita per 6-0 ed evento senza precedenti, perché l'Olympiakos mai si era imposto con uno scarto così grande su un'altra squadra ospitata al Pireo. Durante gli ultimi minuti di gioco centinaia di tifosi dell'Olympiakos si precipitarono verso il Gate 7, l'uscita principale, per festeggiare con i giocatori, ma le porte erano chiuse e i tornelli rimasero quasi tutti bloccati, impedendo l'uscita delle persone. Mentre la gente continuava a scendere dalle tribune, incapace di accorgersi di cosa stesse succedendo, il Gate 7 diventò una trappola mortale: furono schiacciate tantissime persone, decine di tifosi furono gravemente feriti e 21 giovani morirono per soffocamento.
Nel 1984 l'Olympiakos abbandonò il Karaiskakīs temporaneamente per andare a giocare allo stadio Olimpico di Atene, appena edificato. Dopo cinque anni nello stadio Olimpico, la squadra tornò a giocare al Karaiskakīs, dove rimase fino al 1997, per poi tornare allo stadio olimpico. Nel 2002 lo stadio Olimpico fu chiuso per i lavori di rinnovo per l'Olimpiade estiva di Atene 2004 e quindi la squadra dovette trasferirsi allo stadio Georgios Kamaras a Rizoupoli (Atene), stadio di casa dell'Apollon Smyrnis. L'Olympiakos rimase in questo stadio per due anni.
Lo stadio Karaiskakīs, oramai in rovina, fu affidato all'Olympiakos. Il club ebbe l'obbligo di ricostruirlo e di rimuovere la pista di atletica, lasciando soltanto il campo di calcio. Questo fu richiesto perché lo stadio doveva ospitare le partite di calcio dell'Olimpiade estiva del 2004. In cambio l'Olympiakos ottenne il diritto all'uso esclusivo dello stadio fino al 2052, coprendo tutti i costi di manutenzione e pagando il 15% delle entrate allo stato. Il vecchio stadio fu demolito nella primavera del 2003 e fu ricostruito nel tempo record di 14 mesi. Fu completato il 30 giugno 2004, per un costo totale di 60 milioni di euro.
Oggi il Karaiskakīs è uno degli stadi più moderni d'Europa. Ospita anche il museo dell'Olympiakos e numerosi servizi.

## Società
Organigramma aggiornato al 2 ottobre 2022.
Staff Amministrativo
- Evangelos Marinakis - Presidente e Proprietario
- Ioannis Moralis - Vice-Presidente
- Michalis Kountouris - Vice-Presidente
- Dimitris Agrafiotis - Vice-Presidente e Direttore Manageriale
- Kostas Karapapas - Vice-Presidente e Direttore Generale
- Christian Karembeu - Direttore Sportivo
- José Anigo - Direttore Area Professionale
- Avraam Papadopoulos - Team Manager

Membri
- Ioannis Vrentzos - Membro
- Konstantinos Mparmpis - Membro
- Christos Mistriotis - Membro
- Andreas Nasikas - Membro
- George Pavlou - Membro

## Allenatori e presidenti
Di seguito è riportata la lista degli allenatori che si sono succeduti alla guida del club nella sua storia.
- 1957-1958  Tibor Kemény
- 1958-1960  Bruno Vale
- 1960-1962  Kiril Simonovski
- 1962-1964  Andras Dolgos
- 1965-1967  Márton Bukovi e  Mihály Lantos
- 1967-1968  Márton Bukovi e  Mihály Lantos (1 lug.-13 dic.)
 Thanassis Soulis (14 dic.- 30 giu.)
- 1968-1969  Ljubiša Spajić e  Thanassis Bebis (1 lug.-30 set.)
 Ljubiša Spajić (1 ott.- 30 giu.)
- 1969-1970  Stjepan Bobek
- 1971-1972  Alan Ashman
- 1972-1975  Lakis Petropoulos
- 1975-1976  Vic Buckingham
- 1976-1977  Les Shannon
- 1977-1980  Todor Veselinović
- 1980-1981  Kazimierz Górski
- 1981-1982  Helmut Senekowitsch e  Alketas Panagoulias (1 lug.-15 dic.)
 Alketas Panagoulias (16 dic.- 30 giu.)
- 1982-1983  Alketas Panagoulias (1 lug.-31 dic.)
 Alketas Panagoulias e  Kazimierz Górski (1 gen.- 30 giu.)
- 1983-1984  Heinz Höher (1 lug.-25 nov.)
 Thanasis Bebis (26 nov.- 30 giu.)
- 1984-1985  Georg Keßler (1 lug.-15 mar.)
 Thanasis Bebis (16 mar.- 30 giu.)
- 1985-1987  Alketas Panagoulias
- 1987-1988  Alketas Panagoulias (1 lug.-30 nov.)
 Thijs Libregts (1 dic.- 30 giu.)
- 1988-1989  Jacek Gmoch
- 1989-1990  Imre Komora
- 1990-1992  Oleh Blochin
- 1992-1993  Oleh Blochin (1 lug.-31 gen.)
 Ljupko Petrović (1 feb.- 30 giu.)
- 1993-1994  Ljupko Petrović (1 lug.-5 nov.)
 Nikos Alefantos (1 gen.- 30 giu.)
- 1994-1995  Thijs Libregts e  Nikos Alefantos (1 lug.-28 feb.)
 Thijs Libregts (1 mar.- 30 giu.)
- 1995-1996  Stavros Diamantopoulos
- 1996-1999  Dušan Bajević
- 1999-2000  Dušan Bajević (1 lug.-15 nov.)
 Alberto Bigon (16 nov.-10 apr.)
 Ioannis Matzourakis (11 apr.- 30 giu.)
- 2000-2002  Takīs Lemonīs
- 2002-2003  Takīs Lemonīs (1 lug.-27 ott.)
 Srečko Katanec (2 nov.- 7 feb.)
 Oleh Protasov (1 gen.- 30 giu.)
- 2003-2004  Oleh Protasov
- 2004-2005  Dušan Bajević
- 2005-2006  Trond Sollied
- 2006-2007  Trond Sollied (1 lug.-28 dic.)
 Takīs Lemonīs (29 nov.- 30 giu.)
- 2007-2008  Takīs Lemonīs (1 lug.-11 mar.)
 José Segura (12 mar.- 30 giu.)
- 2008-2009  Ernesto Valverde
- 2009-2010  Temuri Ketsbaia (1 lug.-15 set.)
 Zico (17 set.- 19 gen.)
 Božidar Bandović (20 gen.- 30 giu.)
- 2010-2011  Ewald Lienen (1 lug.-6 ago.)
 Ernesto Valverde (10 ago.- 30 giu.)
- 2011-2012  Ernesto Valverde
- 2012-2013  Leonardo Jardim (1 lug.-18 gen.)
 Antōnīs Nikopolidīs (19 gen.- 4 feb.)
 Míchel (5 feb.- 30 giu.)
- 2013-2014  Míchel
- 2014-2015  Míchel (1 lug.-6 gen.)
 Vítor Pereira (7 gen.- 30 giu.)
- 2015-2016  Marco Silva
- 2016-2017  Vítor Pereira (1 lug.-10 ago.)
 Paulo Bento (11 ago.- 6 mar.)
 Vasilis Vouzas (6 mar.- 22 mar.)
 Takīs Lemonīs (23 mar.- 30 giu.)
- 2017-2018  Besnik Hasi (1 lug.-25 set.)
 Takīs Lemonīs (25 set.- 4 gen.)
 Óscar García Junyent (5 gen.- 3 apr.)
 Chrīstos Kontīs (10 apr.- 30 giu.)
- 2018-2022  Pedro Martins
- 2022-2023  Pedro Martins (1 lug.-2 ago.)
 Carlos Corberán (2 ago.-18 set.)
 Míchel (18 set.-3 apr.)
 José Anigo (3 apr.-28 mag.) - (ad interim)
- 2023-2024  Diego Martínez Penas (1 lug.-3 dic.) 
 Carlos Carvalhal (5 dic.-8 feb.)
 José Luis Mendilibar (11 feb.-30 giu.)
- 2024-2025  José Luis Mendilibar

Di seguito è riportata la lista dei presidenti che si sono succeduti alla dirigenza del club nella sua storia.
- 1925-1928  Michalis Manouskos
- 1929-1931  Thanassis Mermingas
- 1931  Takis Zakkas
- 1932  Giannīs Andrianopoulos
- 1933-1935  Giannīs Andrianopoulos
- 1936  Takis Zakkas
- 1937-1939  Michalis Manouskos
- 1945-1950  Michalis Manouskos
- 1953-1954  Thanassis Mermingas
- 1954-1967  Giōrgos Andrianopoulos
- 1967-1969  Kostas Bousakis
- 1969-1970  Tassos Ikonomou
- 1970-1971  Eftichios Goumas
- 1971  Aristidis Skilitsis
- 1971-1972  Dimitris Vardanis
- 1972-1975  Nikolaos Goulandris
- 1975  Kostas Thanopoulos
- 1975  Periklis Lanaras
- 1976-1978  Kostas Thanopoulos
- 1978-1979  Iraklis Tsitsalis
- 1979-1985  Stavros Daifas
- 1986  Nikos Efthimiou
- 1986  Stavros Daifas
- 1987-1988  Georgios Koskotas
- 1988-1992  Argiris Saliarelis
- 1992  Giorgos Banasakis
- 1993-2011  Sokratis Kokkalis
- 2011–2017  Evangelos Marinakis
- 2017–2021  Giannis Moralis
- 2021–  Evangelos Marinakis

## Calciatori

### Vincitori di titoli
Campioni d'Europa
- Stylianos Venetidīs  (Portogallo 2004)
- Fanīs Katergiannakīs  (Portogallo 2004)
- Pantelīs Kafes  (Portogallo 2004)
- Giōrgos Geōrgiadīs  (Portogallo 2004)

Campioni d'Africa
- Pape Abou Cissé  (Camerun 2021)

## Palmarès

### Competizioni nazionali
- Campionato di Grecia: 48 (record)

1930-1931, 1932-1933, 1933-1934, 1935-1936, 1936-1937, 1937-1938, 1946-1947, 1947-1948, 1950-1951, 1953-1954, 1954-1955, 1955-1956, 1956-1957, 1957-1958, 1958-1959, 1965-1966, 1966-1967, 1972-1973, 1973-1974, 1974-1975, 1979-1980, 1980-1981, 1981-1982, 1982-1983, 1986-1987, 1996-1997, 1997-1998, 1998-1999, 1999-2000, 2000-2001, 2001-2002, 2002-2003, 2004-2005, 2005-2006, 2006-2007, 2007-2008, 2008-2009, 2010-2011, 2011-2012, 2012-2013, 2013-2014, 2014-2015, 2015-2016, 2016-2017, 2019-2020, 2020-2021, 2021-2022, 2024-2025
- Coppa di Grecia: 29 (record)

1946-1947, 1950-1951, 1951-1952, 1952-1953, 1953-1954, 1956-1957, 1957-1958, 1958-1959, 1959-1960, 1960-1961, 1962-1963, 1964-1965, 1967-1968, 1970-1971, 1972-1973, 1974-1975, 1980-1981, 1989-1990, 1991-1992, 1998-1999, 2004-2005, 2005-2006, 2007-2008, 2008-2009, 2011-2012, 2012-2013, 2014-2015, 2019-2020, 2024-2025
- Supercoppa di Grecia: 4 (record)

1980, 1987, 1992, 2007

### Competizioni internazionali
- Coppa dei Balcani: 1

1961-1963
- UEFA Conference League: 1  (record condiviso con la Roma, il West Ham Utd e il Chelsea)

2023-2024

### Competizioni giovanili
- UEFA Youth League: 1  (record greco)

2023-2024

## Statistiche

### Partecipazione alle competizioni
Dalla stagione 1959-1960 alla 2023-2024 il club ha ottenuto le seguenti partecipazioni ai campionati nazionali:
| Livello | Categoria                           | Partecipazioni | Debutto   | Ultima stagione | Totale |
| ------- | ----------------------------------- | -------------- | --------- | --------------- | ------ |
| 1º      | Alpha Ethniki / Souper Ligka Ellada | 65             | 1959-1960 | 2023-2024       | 65     |

Alla stagione 2023-2024 il club ha ottenuto le seguenti partecipazioni ai tornei internazionali:
| Categoria         | Partecipazioni | Debutto   | Ultima stagione |
| ----------------- | -------------- | --------- | --------------- |
| Champions League  | 34             | 1959-1960 | 2020-2021       |
| Coppa delle Coppe | 10             | 1961-1962 | 1992-1993       |
| Europa League     | 25             | 1972-1973 | 2023-2024       |

### Statistiche individuali

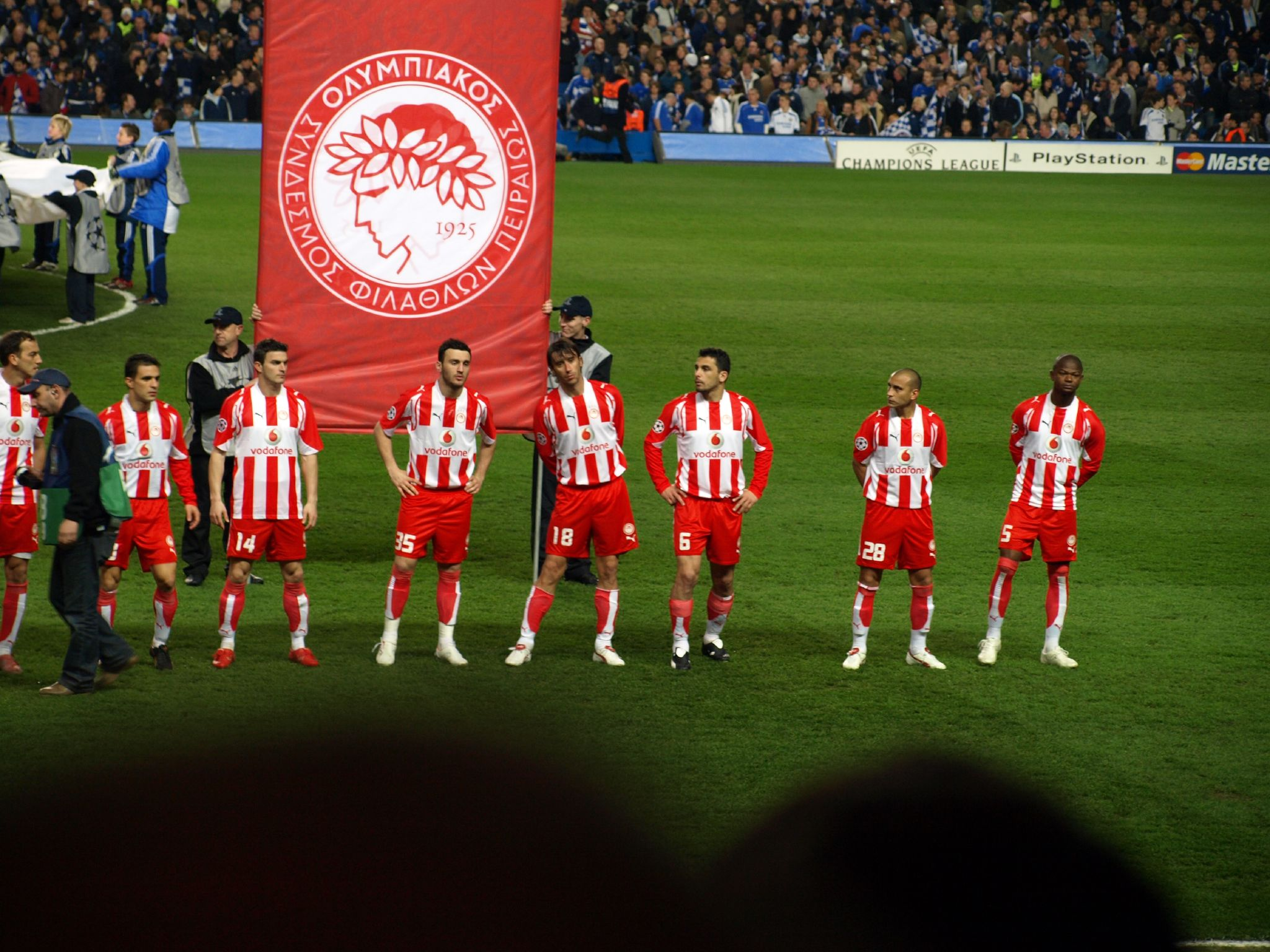
Giocatori dell'Olympiakos prima di una partita di Champions League.

Il giocatore con più presenze nelle competizioni europee è Predrag Đorđević a quota 83, mentre i migliori marcatori sono lo stesso Đorđević e Kōstas Mītroglou con 15 gol.

### Statistiche di squadra
L'Olympiakos ha subito la seconda peggiore sconfitta nella storia della UEFA Champions League, avendo perso per 7-0 a Torino contro la Juventus nella fase a gironi della UEFA Champions League 2003-2004 (peggior sconfitta nelle competizioni europee nella storia del club greco; il record di peggiore sconfitta nella UEFA Champions League appartiene al Beşiktaş, che nel 2007-2008 perse per 8-0 ad Anfield contro il Liverpool). Ha anche ottenuto una larga vittoria per 6-2 contro il Bayer Leverkusen allo stadio Georgios Kamaras di Atene nell'edizione 2002-2003, ma la migliore vittoria in assoluto è rappresentata dal 6-1 ottenuto contro lo Besa Kavajë nel secondo turno preliminare della UEFA Europa League 2010-2011.
In ambito europeo il migliore risultato del club nelle competizioni UEFA per club è la finale di UEFA Europa Conference League, raggiunta nel 2023-2024. L'Olympianks ha inoltre raggiunto i quarti di finale della Coppa delle Coppe 1992-1993, dove fu eliminato dall'Atlético Madrid, e della UEFA Champions League 1998-1999, dove fu eliminato dalla Juventus.

## Tifoseria

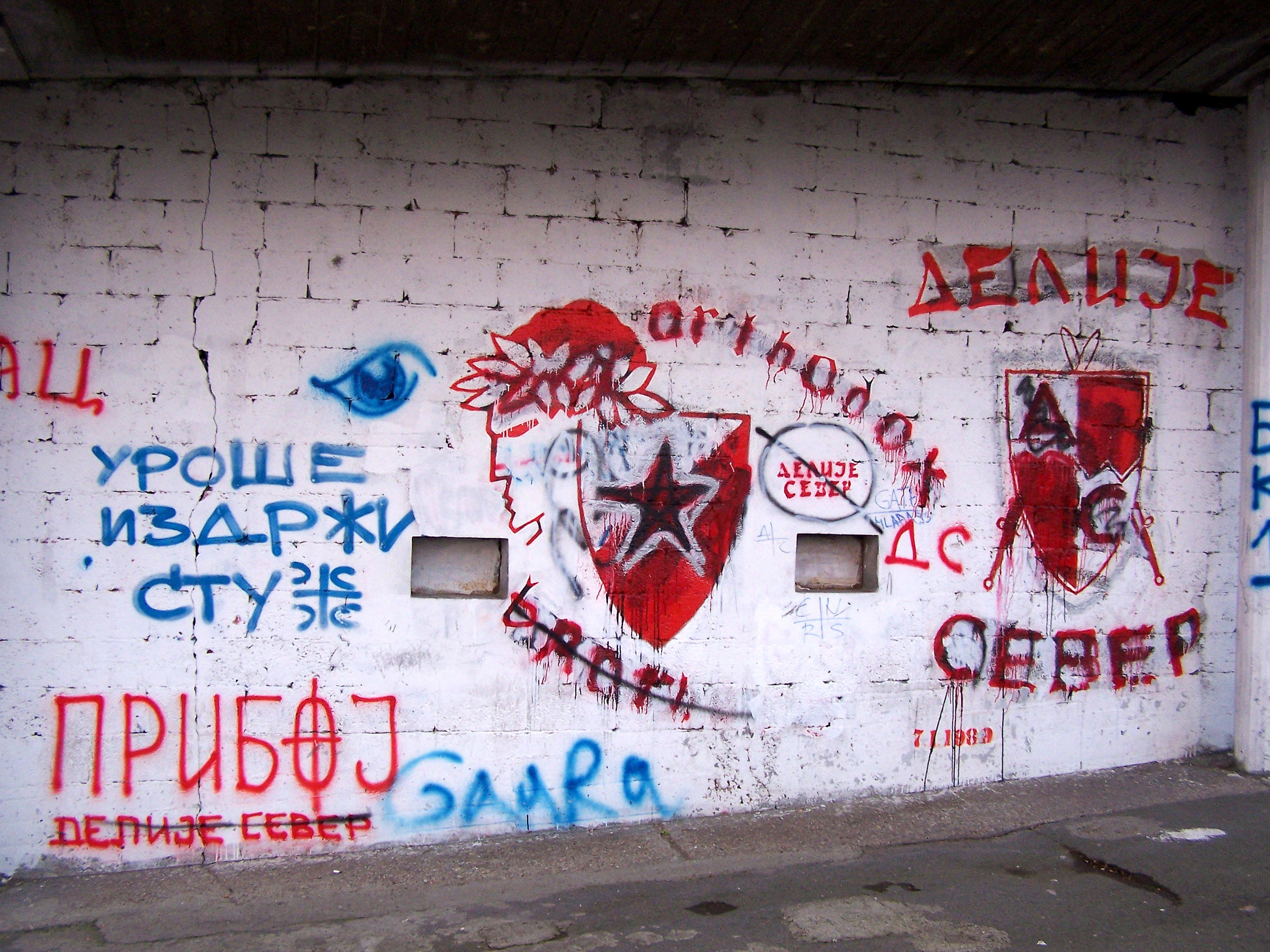
Murales che testimonia il gemellaggio tra Olympiacos e.

I tifosi dell'Olympiakos provengono principalmente dal Pireo, dove il club ha sede. La popolarità del club aumentò intorno agli anni '50 del XX secolo, quando la squadra cominciò a collezionare record e trofei in serie e diventò così il club più sostenuto in Grecia in termini di tifosi. Tradizionalmente l'Olympiakos rappresenta la classe operaia, ma tale connotazione è ormai anacronistica: il club attrae sostenitori di tutte le classi sociali e i loro ultrà non sono associati a nessuna di esse.
L'Olympiakos è il club greco più popolare secondo i sondaggi. Molti quotidiani e riviste rivelano che il club ha una popolarità pari al 29-37% dei tifosi greci e al 20,3-29,3% della popolazione totale della Grecia. Il club è molto popolare al Pireo, dove è sostenuto da più di metà della popolazione. È anche il club più supportato ad Atene, con una percentuale di tifosi del 45,1%. Fuori da Atene il club è il più popolare nella Grecia centrale, nel Peloponneso, nella zona di Salonicco e nelle isole dell'Egeo e dello Ionio.
Nel 2006 l'Olympiakos è stato inserito nelle prime dieci posizioni della classifica dei club con più tifosi abbonati. Era al nono posto, sopra al Real Madrid. Nell'aprile del 2006 vantava 83 000 tifosi iscritti.
Il più noto gruppo di tifosi della squadra è il Gate 7 (in greco Θύρα 7), che prende il nome dal settore dello stadio Geōrgios Karaiskakīs da cui i sostenitori biancorossi seguivano le partite.
La tifoseria dell'Olympiakos ha un forte gemellaggio con la torcida della Stella Rossa e con lo Spartak Mosca.
Il maggiore rivale dell'Olympiakos è il Panathīnaïkos; la sfida con i verdi ateniesi è chiamata derby degli eterni nemici. La partita tra le due squadre è il principale derby dell'Attica e di tutta la Grecia, dato che sono i due club più importanti e titolati del paese. La rivalità è dovuta anche alle divergenze culturali, sociali e religiose. Infatti l'Olympiakos tradizionalmente rappresenta la classe operaia, mentre il Panathīnaïkos è considerata la squadra dell'alta società di Atene.
Un'altra rivalità è quella con l'AEK Atene, a causa della vicinanza e della forte rivalità in campo. Altre forti contrapposizioni sono con il PAOK e l'Ethnikos Pireo, la seconda squadra del Pireo.

## Organico

### Rosa 2025-2026
Aggiornata al 14 agosto 2025.
| N. |                       | Ruolo | Calciatore             |
| -- | --------------------- | ----- | ---------------------- |
| 1  | Grecia (bandiera)     | P     | Alexandros Paschalakīs |
| 3  | Argentina (bandiera)  | D     | Francisco Ortega       |
| 4  | Francia (bandiera)    | D     | Giulian Biancone       |
| 5  | Italia (bandiera)     | D     | Lorenzo Pirola         |
| 6  | Grecia (bandiera)     | D     | Alexis Kalogeropoulos  |
| 8  | Portogallo (bandiera) | C     | Diogo Nascimento       |
| 9  | Marocco (bandiera)    | A     | Ayoub El Kaabi         |
| 10 | Portogallo (bandiera) | C     | Gelson Martins         |
| 14 | Spagna (bandiera)     | C     | Dani García            |
| 16 | Argentina (bandiera)  | C     | Lorenzo Scipioni       |
| 17 | Ucraina (bandiera)    | A     | Roman Jaremčuk         |
| 20 | Portogallo (bandiera) | D     | Costinha               |
| 21 | Portogallo (bandiera) | D     | Rúben Vezo             |
| 22 | Portogallo (bandiera) | C     | Chiquinho              |
| 23 | Brasile (bandiera)    | D     | Rodinei                |

| N. |                      | Ruolo | Calciatore                 |
| -- | -------------------- | ----- | -------------------------- |
| 27 | Brasile (bandiera)   | A     | Gabriel Strefezza          |
| 31 | Grecia (bandiera)    | P     | Nikolaos Botis             |
| 32 | Argentina (bandiera) | C     | Santiago Hezze             |
| 45 | Grecia (bandiera)    | D     | Panagiōtīs Retsos          |
| 64 | Grecia (bandiera)    | C     | Antonis Papakanellos       |
| 65 | Grecia (bandiera)    | D     | Apostolos Apostolopoulos   |
| 67 | Grecia (bandiera)    | C     | Argyrios Liatsikouras      |
| 70 | Nigeria (bandiera)   | D     | Sopuruchukwu Onyemaechi    |
| 80 | Grecia (bandiera)    | C     | Stavros Pnevmonidis        |
| 88 | Grecia (bandiera)    | P     | Kōnstantinos Tzolakīs      |
| 90 | Francia (bandiera)   | A     | Rémy Cabella               |
| 96 | Grecia (bandiera)    | C     | Chrīstos Mouzakitīs        |
| 97 | Turchia (bandiera)   | C     | Yusuf Yazıcı               |
| 99 | Grecia (bandiera)    | P     | Alexandros Anagnostopoulos |

### Staff tecnico
Staff aggiornato al 29 maggio 2024.
Staff tecnico
- José Luis Mendilibar - Allenatore
- Raúl Espínola - Vice allenatore
- João Mário - Vice allenatore
- Sérgio Ferreira - Vice allenatore
- Panagiotis Agriogiannis - Allenatore Portieri

Preparazione atletica
- Enrique Sanz Ramirez - Allenatore Fitness
- Christos Mourikis - Preparatore Fisico
- Kostas Liougkos - Allenatore Reabilitativo

Match Analysis
- Giannis Vogiatzakis - Analista
- Iosif Loukas - Analista

Medical Team
- Christos Theos - Dottore
- Hernani Araujo Gomes - Nutrizionista
- Nikos Lykouresis - Fisioterapista
- Giorgos Zouridakis - Fisioterapista
- Anastasios Galazoulas - Fisioterapista
- Panagiotis Karamouzas - Fisioterapista

Scouting Team
- Giannis Theodorou - Responsabile Scouting
- Simos Chavos - Scout
- Kobi Michaeli - Data Scout

## Altre sezioni sportive
La polisportiva Olympiakos oltre alla famosa sezione calcistica comprende anche sezioni di altri 16 sport, tra le quali le più note sono quelle di pallacanestro, pallanuoto e pallavolo.